# Шарихан-Ходжиабад
Шарихан-Ходжиабад — нафтогазове родовище на сході Узбекистану.
Родовище мало нафтові поклади в породах олігоцену та еоцену, нафтогазові в еоцені, нижній крейді та юрі та газовий поклад у еоцені (при цьому більш як половина запасів нафти припадала на нижньокрейдовий поклад). Глибина залягання покладів — від 520 до 2417 метрів. Колектори пісковики (зокрема, нижньокрейдовий поклад) та карбонати.
Видобувні запаси оцінили в 6,4 млн тонн нафти та 3 млрд м3 газу (втім, є відомості, що станом на другу половину 1980-х вилучили вже 124 млн барелів нафти та 1,9 млрд м3 газу).
Родовище виявили в 1948 році та невдовзі ввели в експлуатацію. Для видачі газу в 1957-му спорудили трубопровід Ходжиабад – Андижан – Фергана.
У другій половині 1990-х на основі нижньокрейдового покладу створили підземне сховище газу Ходжиабад. При цьому первісно припинили розробку інших покладів Ходжиабаду, проте в 2022-му відновили видобуток з 14 свердловин, що дало можливість додатково отримувати близько 60 тонн нафти на добу.